# Astrapia
Astrapia Vieillot, 1815 è un genere di uccelli passeriformi della famiglia Paradisaeidae.

## Descrizione

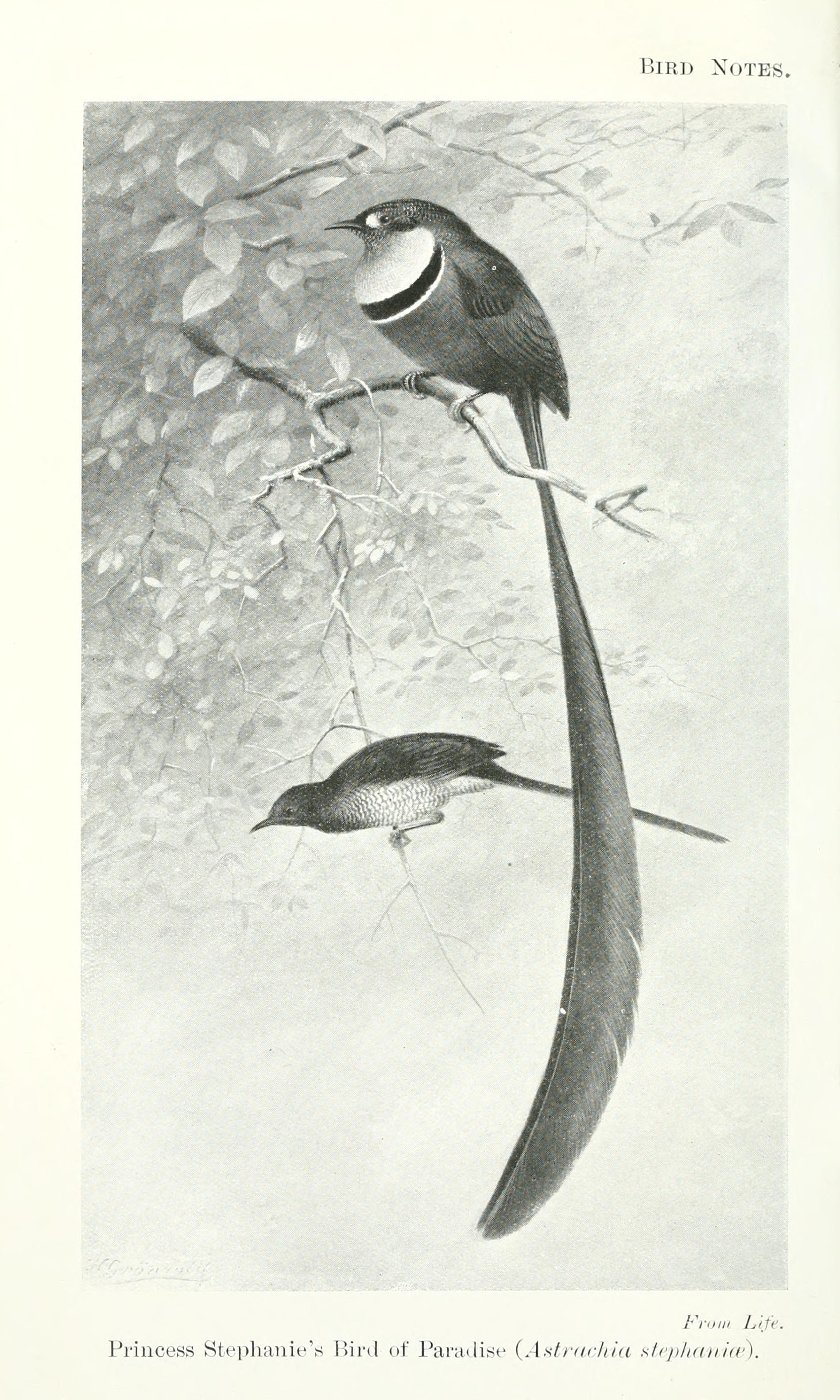
Illustrazione di A. stephaniae mette in evidenza le lunghissime penne della coda.

Si tratta di uccelli di medie dimensioni, che ricordano nell'aspetto dei merli o degli storni dalla colorazione vivace: le dimensioni del corpo vanno fra i 32 e i 40 cm, cui nel maschio vanno sommati fino a 90 cm di coda, in particolare le due copritrici centrali nastriformi. La colorazione dei maschi varia a seconda della specie, mantenendosi generalmente scura su dorso, ali e testa e più chiara su petto e ventre, dove non di rado sono presenti aree di colorazione sgargiante (verde, blu o arancio a seconda della specie): sul vertice sono presenti delle penne allungate ed erettili che continuano sulla nuca e sulla parte posteriore del collo, di colore nero o azzurro, mentre le lunghe penne caudali sono bianche nell'astrapia dalla coda a fiocco e nere in tutte le altre (tranne che nell'astrapia splendida dove presentano ambedue i colori). Le femmine hanno invece colorazione sobria e piuttosto mimetica, nella quale predominano i toni del bruno e del nero, mentre sono assenti le penne caudali estremamente allungate e gli altri ornamenti.

## Distribuzione e habitat
Tutte le specie di astrapia sono endemiche della Nuova Guinea e in tal senso rappresentano un classico esempio di speciazione allopatrica, occupando ciascuna una porzione dei sistemi montuosi dell'isola, partendo dai monti Arfak (astrapia degli Arfak) e continuando attraverso i monti Maoke (astrapia splendida), i monti Bismarck (astrapia festonata) e i monti Owen Stanley (astrapia della Principessa Stefania) lungo la Cordigliera Centrale, con una specie (astrapia di Huon) diffusa anche nella penisola di Huon.
L'habitat di questi uccelli è rappresentato dalla foresta pluviale montana e dalla foresta nebulosa, fino a oltre 2000 m di quota.

## Biologia
Essendo uccelli piuttosto schivi e diffusi in ambienti impervi, a tutt'oggi si conosce ancora piuttosto poco riguardo alle abitudini delle astrapie: esse paiono essere uccelli diurni e solitari, dalla dieta largamente frugivora ma comprendente anche insetti e altri invertebrati e persino piccoli vertebrati, e dalle abitudini riproduttive poligine, coi maschi che si esibiscono in parate nuziali allo scopo di accoppiarsi col maggior numero di femmine possibile, salvo lasciare completamente a loro carico la costruzione del nido, la cova e l'allevamento della prole.

## Tassonomia
Se ne conoscono cinque specie:
- Astrapia mayeri Stonor, 1939 - Astrapia festonata;
- Astrapia nigra (J. F. Gmelin, 1788) - Astrapia degli Arfak;
- Astrapia rothschildi Förster, 1906 - Astrapia di Huon;
- Astrapia splendidissima Rothschild, 1895 - Astrapia splendida;
- Astrapia stephaniae (Finsch & Meyer, 1885) - Astrapia della Principessa Stefania;

Una sesta specie, Astrapia barnesi Iredale, 1948 della provincia degli Altopiani Occidentali, si è dimostrata in realtà essere un ibrido fra astrapia della Principessa Stefania e astrapia festonata.
Nell'ambito della famiglia Paradisaeidae, le astrapie sono vicine alle paradigalle (un tempo ascritte al loro stesso genere) e agli uccelli del paradiso dal becco a falce del genere Epimachus, coi quali vanno a formare un clade.
Il nome scientifico di questi uccelli deriva dal greco ἀστραπή (Astrapḗ, personificazione del fulmine e attendente di Zeus), ad indicare le lunghe code dei maschi, la colorazione splendente degli stessi e le abitudini schive.